# エヌ・エス・ティー
株式会社エヌ・エス・ティー（英: ：nst）は、かつて存在したテレビ番組の技術業務を中心とする技術プロダクション。
1985年（昭和60年）12月21日に「ニュースタッフ東通」（New Staff Totsu）として設立。前身は、（株）東通が創設した“東洋ビデオ”である。1987年（昭和62年）「株式会社エヌ・エス・ティー」に社名変更。現社名は同社の設立当初の「ニュースタッフ東通」の頭文字から取ったものである。
株主は、TBSホールディングス（TBSHD）とTBSHDの関連会社である東通であり、TBSテレビ制作の番組にTD、カメラ、VE等、多数技術派遣をしている。
2021年（令和3年）4月に東通、TBSテックス、タムコ、ティ・エル・シー、ラ・ルーチェなど技術・美術・CG関連事業子会社12社が同事業を担う中核会社TBSアクト（2020年6月22日設立）へ吸収合併され、解散した。エヌ・エス・ティーが手がけていた業務はTBSアクトプロダクション本部が継承した。

## 会社概要

### 所在地
- 本社：東京都港区赤坂6丁目2番8号 クレイン赤坂ビル

### 役員
- 代表取締役社長：金澤 健一
- 常務取締役：野條 光一
- 常務取締役：阿部 智昭
- 取締役：(非常勤)一方井 克爾（㈱東通 専務取締役）

- 取締役：(非常勤)長谷川 晃司（㈱東通 第2テクニカルセンター長）
- 監査役：(非常勤)柳澤 任広（㈱東通 取締役)

### 主要取引先会社
| - 株式会社TBSテレビ - 株式会社東通 - 株式会社TBSテックス - 株式会社TBSスパークル - 株式会社フォーチュン | - 株式会社TCP - 群馬テレビ株式会社 - 株式会社釣りビジョン - 株式会社アマゾン ラテルナ - ウォルト・ディズニー・ジャパン株式会社 - 株式会社イースト・エンタテインメント |